# آلة هوائية

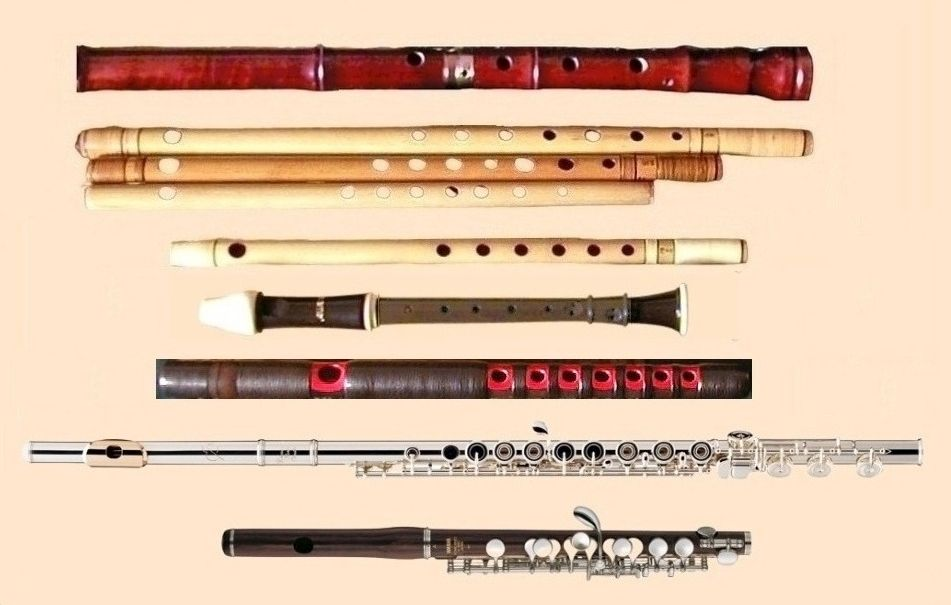
تعد الفلوتا من الآلات الهوائية.

الآلة الهوائية (بالإنجليزية: aerophone) (نقحرة: أيروفون) هو أي آلة موسيقية تنتج الصوت أساسا عن طريق جعل جسم هوائي يهتز، وذلك دون استعمال أوتار أو أغشية (والتي تستعمل في الكوردوفونات وآلة جلدية على التوالي)، ودون مساهمة اهتزاز الآلة نفسها في الصوت بشكل كبير (أو إيديوفونات).

## نظرة عامة
الآلات الهوائية هي واحدة من المجموعات الأربعة الأساسية في نظام هورنبوستيل-ساكس لتصنيف الآلات الموسيقية، والذي يقسم تصنيف الآلات الهوائية حسب تواجد الهواء المهتز داخل الآلة أو عدم احتوائها له. تتضمن الفئة الأولى (41) الآلات التي عندما تعزف لا تحتوي الهواء المهتز، وتسمى آلاتً هوائية حرة. تتضمن هذه الفئة (412.13) آلات الريشة الحرة مثل الهارمونيكا، بالإضافة لعدة آلات أخرى لا يعتبرها عامة الناس آلات هوائية عادة مثل صفارات الإنذار. تتضمن الفئة الثانية (42) الآلات التي هندما تعزف تحتوي الهواء المهتز، وتكاد تتضمن هذه الفئة كل الآلات المسماة عامة آلات هوائية مثل الديدجيريدو. تتضمن هذه الفئة بدورها (423) آلات النفخ النحاسية (مثل البوق، البوق الفرنسي، هورن الباريتون، التوبا، والمترددة)، و (421 و 422) آلات النفخ الخشبية (الأوبوا، الفلوت، الساكسفون، واليراعة).
يمكن أيضا إنتاج أصوات صاخبة جدا عن طريق انفجارات موجهة نحو أو واقعة داخل تجويفات رنانة. لذلك قد تعتبر الانفجارات داخل الصافرة البخارية والأورغن الانفجاري آلات من فئة 42 بالرغم من كون «الريح» أو «الهواء» فيها بخارا أو خليطا من الهواء والوقود.

## قائمة الآلات الهوائية
- أكورديونا
- أكورديون
- مزمار القربة
- باندونيون
- هورن الباريتون
- زمخر
- يراعة
- كنسرتينة
- شياع
- ديدجيريدو
- مزمار إنكليزي
- آلة نفخ نحاسية
- بوق فرنسي
- هارمونيكا
- ميلوديكا
- أوبوا
- أكرينة
- مصفار
- بيكولو
- أرغن ذو أنابيب
- ريكوردر
- القدمية
- ساكسفون
- فلوت مستعرض
- مترددة
- بوق
- توبا
- فوفوزيلا
- صفارة القصدير

## المزيد من القراءة
- Burgh، T.W. (2006). Listening to the Artifacts: Music Culture in Ancient Palestine. Bloomsbury Academic. ص. 28–29. ISBN:978-0-567-02552-4. مؤرشف من الأصل في 2022-04-03.